# خوزه ماریا ویلا
خوزه ماریا ویلا (به انگلیسی: José María Villa) (زاده ۱۸ اکتبر ۱۸۵۰ در سوپتران، بخش آنتیوکیا - درگذشته ۳ دسامبر ۱۹۱۳ در مدئین، بخش آنتیوکیا) مهندس و ریاضی‌دان کلمبیایی بود که در ساخت پل‌های معلق در نقاط مختلف کلمبیا فعالیت داشت و نقش عمده‌ای در توسعه کشور ایفا کرد.

## زندگی
خوزه ماریا ویلا در خانواده‌ای به دنیا آمد که پدرش سینفوریانو ویلا ورگارا و مادرش آنتونینا ویلا لئال بودند. اجداد او از آستوریاس اسپانیا آمده و در غرب استان آنتیوکیا ساکن شدند. دورترین اجداد شناخته‌شده او، برادران توریبیا و خوزه ایگناسیو ویلا و پوزادا بودند که از پی‌نرس، شورای لانس، آستوریاس، اسپانیا آمده و در سال ۱۶۹۸ در دره آبورا، امروزه مدئین، درگذشتند.
او در «لا سیبریا»، مزرعه خانوادگی‌اش که در دامنه کوه در منطقه‌ای که امروزه در بخش «هوریزنتس» سوپتران قرار دارد و ۳۰ کیلومتر از مرکز شهر سوپتران و ۲۱۰۰ متر بالاتر از سطح دریا فاصله دارد، به دنیا آمد. خانه‌ای که هنوز هم وجود دارد، همان جایی است که وی چشم‌اندازهای طبیعی و زمین‌های کشاورزی را که با آنها آشنا بود، می‌دید و دوست داشت.
آغاز آموزش‌های او تحت سرپرستی پزشک و معلم خانواده‌اش، خوان نپوموسنو ویلا ویلا بود. خوان نپوموسنو که در سال‌های متمادی به عنوان معلم خصوصی وی عمل کرده و به پرورش ذهنی و انتقادی او کمک کرد، می‌دانست که این ذهن ناب به دستاوردهایی فراتر از آنچه مردم روستا تصور می‌کردند، خواهد رسید. خوان نپوموسنو به مدت ۵ سال او را در مدرسه کالداس تعلیم داد و ۲۵ سال دیگر را در خانه‌اش تحت نظر داشت و به مدت ۴۵ سال در دلش به او علاقه و احترام می‌ورزید.
این رابطه محبت‌آمیز و احترام‌آمیز که توسط عشق به علم تقویت شده بود، برای ذهن ناب جوان مهندس ویلا و پزشک با تجربه ویلا، همانند چشمه‌ای برای رشد و شکوفایی بود.

### آغاز حرفه
رودخانه کائوکا به عنوان یک مانع بزرگ شناخته می‌شد. مسافران می‌توانستند آن را با سختی و خطر زیاد با استفاده از قایق‌های ثابت، گذرگاه‌های موقتی یا شنا، هنگامی که آب اجازه می‌داد، عبور کنند. مهندس ویلا توجه خود را به حل مشکلات ارتباطی در این رودخانه بزرگ معطوف کرد.
برای ایجاد نقشه‌ای مرجع که بتواند ما را در درک مشکل، چالش و راه‌حل‌های آن راهنمایی کند، باید گفت که سه رشته‌کوه کلمبیا توسط دو رودخانه عظیم از هم جدا شده‌اند: رودخانه مادالنا که رشته‌کوه مرکزی را از رشته‌کوه شرقی جدا می‌کند و رودخانه کائوکا که رشته‌کوه مرکزی را از رشته‌کوه غربی جدا می‌کند.

### تثبیت موقعیت
این دو پل به مردم اجازه دادند که کیفیت کار خوزه ماریا ویلا را از نزدیک مشاهده کنند، که اعتبارش از خارج از کشور به خوبی تأیید شده بود. حتی برخی از نمایندگان دولت ایالتی گفتند که کارهای این مرد از نظر کارایی، اقتصادی بودن، کیفیت و استحکام بی‌نظیر بود. آن‌ها حتی افزودند که دستمزد پرداختی برای وی، فدای فداکاری‌هایی نمی‌شد که مهندس ویلا در این کار دشوار متحمل شده بود.
ویلا همچنین به عنوان فردی ساده و مهربان شناخته می‌شد، با پوششی بی‌زرق و برق، اگرچه به افتخار و احترام به شخصیت مهندسی خود اهمیت می‌داد. استحکام آثارش گواهی بر استحکام شخصیت او و دانش‌هایش بود. او از دورهمی‌ها با دوستانش لذت می‌برد، در حالی که در کنار نوشیدنی‌های الکلی، به گفتمان‌های دلپذیر دربارهٔ اتفاقات اطرافشان می‌پرداختند.

### پل اقیانوس غربی
در ژانویه ۱۸۸۷، وزارت فقر و استاندار مارسیلینو وِلِز به آقایان گومز برادران و براولیو چاواریاگا اجازه ساخت «یک پل معلق بر روی رودخانه کائوکا در منطقه لا پینتادا، در مسیر لومیتا به آرکیا، که از نواحی سانتا باربارا و والپارایسو عبور می‌کند» را دادند. این مکان به دلیل داشتن خانه‌ای کشاورزی نزدیک به این نام معروف بود که تنها خانه‌ای بود که نمای آن رنگ شده بود. قرارداد ساخت پل به خوزه ماریا ویلا واگذار شد. این پروژه که در سال ۱۸۹۵ به پایان رسید، ارتباط استان آنتیوکیا با جنوب کلمبیا را بهبود بخشید و حمل و نقل از جنوب غربی آنتیوکیا به مرکز کشور را تقویت کرد.